# Beggars Banquet
Beggars Banquet – siódmy w Wielkiej Brytanii i dziewiąty w Stanach Zjednoczonych album angielskiej grupy rockowej The Rolling Stones. Był to ostatni album z udziałem Briana Jonesa przed jego śmiercią.
W 2003 album został sklasyfikowany na 57. miejscu listy 500 albumów wszech czasów magazynu „Rolling Stone”.

## Lista utworów
1. „Sympathy for the Devil” – 6:27
  - Keith Richards na gitarze basowej; Mick Jagger, Keith Richards, Brian Jones, Bill Wyman, Marianne Faithfull, Anita Pallenberg i Jimmy Miller w chórkach; Rocky Dijon, Bill Wyman and Charlie Watts na perkusji
2. „No Expectations” – 4:02
  - Brian Jones na gitarze slide, Nicky Hopkins na pianinie
3. „Dear Doctor” – 3:26
  - Brian Jones na harmonijce ustnej
4. „Parachute Woman” – 2:23
  - Mick Jagger na harmonijce ustnej
5. „Jigsaw Puzzle” – 6:17
  - Nicky Hopkins na pianinie, Keith Richards na gitarze akustycznej i elektrycznej gitarze slide, Brian Jones na gitarze i melotronie, Bill Wyman na gitarze basowej
6. „Street Fighting Man” – 3:18
  - Dave Mason na shehani, Keith Richards na gitarze basowej, Brian Jones na sitarze i tamburze
7. „Prodigal Son” (Rev. Robert Wilkins) – 2:55
  - Brian Jones na harmonijce ustnej
8. „Stray Cat Blues” – 4:40
  - Brian Jones na melotronie
9. „Factory Girl” – 2:12
  - Ric Grech na skrzypkach, Dave Mason na melotronie
10. „Salt of the Earth” – 4:51
  - Pierwsze cztery wersy śpiewane przez Keitha Richardsa

## Muzycy
- Mick Jagger – śpiew, śpiew towarzyszący, harmonijka
- Keith Richards – akustyczna i elektryczna gitara, gitara basowa, śpiew
- Brian Jones – akustyczna gitara slide, sitar, melotron, harmonijka
- Charlie Watts – perkusja
- Bill Wyman – gitara basowa, śpiew towarzyszący, perkusja, marakasy
- Rocky Dijon – konga
- Ric Grech – fiddle (skrzypki)
- Nicky Hopkins – pianino
- Dave Mason – melotron, shehani
- Jimmy Miller – śpiew towarzyszący
- Marianne Faithfull – śpiew towarzyszący
- Anita Pallenberg – śpiew towarzyszący
- Watts Street Gospel Choir – śpiew towarzyszący

## Listy przebojów

### Album
| Rok  | Lista                | Pozycja |
| ---- | -------------------- | ------- |
| 1968 | UK Albums Chart      | 3       |
| 1969 | UK Albums Chart      | 3       |
| 1968 | Billboard Pop Albums | 27      |
| 1969 | Billboard Pop Albums | 5       |
| 1980 | Billboard Pop Albums | 169     |

### Single
| Rok  | Single                | Lista                 | Pozycja |
| ---- | --------------------- | --------------------- | ------- |
| 1968 | „Street Fighting Man” | The Billboard Hot 100 | 48      |
| 1971 | „Street Fighting Man” | UK Top 50 Single      | 21      |

## Certyfikaty i sprzedaż
| Kraj                                   | Certyfikat      | Sprzedaż   |
| -------------------------------------- | --------------- | ---------- |
| Kanada (MC)                            | złota płyta     | 50 000+    |
| Stany Zjednoczone (RIAA)               | platynowa płyta | 1 000 000+ |
| Wielka Brytania (BPI) (wydanie z 2006) | złota płyta     | 100 000+   |